# Vaccinium reticulato-venosum
Vaccinium reticulato-venosum är en ljungväxtart som beskrevs av Herman Otto Sleumer. Vaccinium reticulato-venosum ingår i Blåbärssläktet, och familjen ljungväxter. Inga underarter finns listade i Catalogue of Life.